# 소수빈
소수빈(1994년 11월 25일 ~ )은 대한민국의 가수이다. 2016년 싱글 앨범 [oh-i]로 데뷔했다.

## 방송
- 싱어게인3 (2023) - 준우승
- 아는형님 (2024)- 싱어게인 3 TOP 7편

## 피처링
- Grand Mint Band <So Nice (GMF2019 Ver.)> (2019)
- 수안 <사랑해> (2020)

## 기타
- 오디오북 <연금술사의 돌 (소수빈)> 낭독 (2019)